# Virada do Século
A partida final da Copa Mercosul de 2000, mais conhecida como a Virada do Século, foi a terceira partida da final da Copa Mercosul de 2000, a 3.ª edição da competição da CONMEBOL para as equipes sul-americanas de futebol. O jogo ocorreu no Estádio Palestra Italia em São Paulo, no dia 20 de dezembro de 2000, sendo disputado pelo Club de Regatas Vasco da Gama e pela Sociedade Esportiva Palmeiras, campeã do torneio em 1998 e vice em 1999.
A partida ficou marcada pela vitória cruzmatina por 4–3, fora de casa e com um jogador a menos no segundo tempo, após estar perdendo por 3–0 na primeira etapa, sendo amplamente considerada a maior virada da história do futebol. Além disso, foi eleito o maior jogo de clubes brasileiros da história pelo portal GloboEsporte.com.

## Contexto
Durante a década de 1990, vascaínos e palmeirenses mantiveram-se dentre as principais potências sulamericanas no futebol. À época, as equipes eram as últimas campeãs da América, tendo o Palmeiras vencido a Copa Libertadores de 1999, e o Vasco da Gama a Copa Libertadores de 1998.
Enquanto o alviverve vivia o último ano da chamada Era Parmalat, que colecionou títulos como os Campeonatos Brasileiro de 1993 e 1994, os Torneios Rio-São Paulo de 1993 e 2000, a Copa Mercosul de 1998 e a Copa Libertadores de 1999, o cruzmaltino também vinha de uma série de conquistas, como os Campeonatos Brasileiro de 1997 e 2000 (dias após a Copa Mercosul), o Torneio João Havelange em 1993, o Torneio Rio-São Paulo de 1999 e a Copa Libertadores de 1998, no ano de seu centenário.
Algumas dessas competições renderam confrontos diretos históricos, incluindo duas decisões diretas. Na final do Brasileiro de 1997, o Vasco se sagrou tricampeão após dois empates por 0–0 no Morumbi e no Maracanã. Já na decisão do Rio-São Paulo de 2000, o Palmeiras venceu ambas as partidas, por 2–1 no Maracanã e 4–0 no Morumbi. Além disso, o cruzmatino derrotou o alviverde por 4–1 no agregado nas semifinais do Torneio João Havelange em 1993, enquanto o Palmeiras eliminou o Vasco com 5–3 de agregado nas oitavas da Libertadores de 1999.
No temporada de 2000, o Vasco da Gama chegou à final de cinco torneios, tendo como principal destaque o atacante Romário, eleito o Rei da América aos 34 anos, com 73 gols e 16 assistências em 73 jogos. No Mundial de Clubes da FIFA, Torneio Rio-São Paulo e Campeonato Carioca, o cruzmaltino foi vice-campeão, e conquistou a Copa Mercosul e o Campeonato Brasileiro. Já o Palmeiras foi finalista de quatro competições, vencendo a Copa dos Campeões e o Torneio Rio-São Paulo (sobre o próprio Vasco), e sendo vice na Copa Mercosul e Copa Libertadores.
Às vésperas da decisão da Copa Mercosul, o Vasco da Gama passou por uma mudança inesperada no comando técnico. No sábado dia 16 de dezembro, ao fim do jogo de ida das semifinais do Campeonato Brasileiro (empate por 2–2 contra o Cruzeiro em São Januário), o treinador cruzmatino Oswaldo de Oliveira foi demitido ainda no vestiário, após uma discussão com o vice-presidente de futebol Eurico Miranda. A divergência surgiu após Oswaldo conceder folga ao elenco no domingo, contrariando uma ordem de Eurico para realizar treinamento. Contratado ainda no sábado, Joel Santana assumiu imediatamente, estreando já na Virada do Século e liderando a equipe nas conquistas da Mercosul e do Brasileiro.

## O confronto
Embora a partida tenha começado equilibrada, o Palmeiras, atuando em casa, levava mais perigo. Porém, somente ao final da primeira etapa o alviverde abriu o placar, emendando três gols em sequência. Aos 37 minutos, Júnior Baiano coloca a mão na bola em escanteio, e o árbitro marcou pênalti; na cobrança, o lateral paraguaio Arce abriu o placar. Logo na saída de bola, o volante Magrão roubou, arrancou e tocou para Tuta, que obrigou o goleiro Helton a fazer um milagre; no rebote, Magrão aumentou a vantagem palmeirense. Já aos 45 minutos, a defesa vascaína afasta mal, a bola sobra com Juninho, que avança e toca para Tuta finalizar no canto direito, fechando o marcador em 3–0 no primeiro tempo. A festa tomou conta do Parque Antarctica e a torcida palestrina já comemorava o título. O ambiente no vestiário vascaíno durante o intervalo era de incredulidade com o massacre sofrido na etapa inicial. Na busca de uma reação praticamente impossível, o estreante treinador Joel Santana promoveu uma mudança ofensiva no intervalo, substituindo o volante Nasa pelo atacante Viola.
Apesar da pressão inicial no segundo tempo, a equipe carioca ainda demorou a marcar. Ainda com 7 minutos, Euller foi chutado pelo volante Fernando dentro da área, porém o árbitro Márcio Rezende de Freitas nada assinalou. Somente aos 14 minutos, Romário fez o primeiro gol vascaíno, em cobrança de pênalti. Dez minutos depois, o Baixinho marcou novamente, em outra penalidade sofrida por Juninho Paulista. Aos 32 minutos, o zagueiro Júnior Baiano acertou duro carrinho no meia Flávio Luís, recebeu o segundo cartão amarelo e foi expulso, deixando o cruzmaltino com um jogador a menos. Mesmo com a desvantagem numérica, o Vasco da Gama continuou no ataque e, aos 40 minutos, após jogada trabalhada, Romário erra uma finalização que fica com Juninho Paulista para empatar a partida em 3–3. Já nos acréscimos, em uma cena marcante da decisão, Juninho Pernambucano repetidamente bate no peito, em uma cobrança de lateral, pedindo incentivo da torcida vascaína. Quando o jogo aparentava caminhar para a disputa por pênaltis, aos 48 do segundo tempo, Viola arrancou pela lateral esquerda, a bola rebateu e Juninho Paulista teve um chute travado, que sobra perfeitamente para Romário, livre, marcar seu hat-trick e completar a virada histórica.

## Caminho até a final
| Pos | Equipe               | Pts | J | V | E | D | GP | GC | SG  |  |
| --- | -------------------- | --- | - | - | - | - | -- | -- | --- |  |
| 1   | Cruzeiro             | 13  | 6 | 4 | 1 | 1 | 12 | 4  | +8  |  |
| 2   | Palmeiras            | 11  | 6 | 3 | 2 | 1 | 8  | 5  | +3  |  |
| 3   | Independiente        | 7   | 6 | 2 | 1 | 3 | 9  | 10 | −1  |  |
| 4   | Universidad Católica | 2   | 6 | 0 | 2 | 4 | 7  | 17 | −10 |  |

| Pos | Equipe           | Pts | J | V | E | D | GP | GC | SG |  |
| --- | ---------------- | --- | - | - | - | - | -- | -- | -- |  |
| 1   | Atlético Mineiro | 13  | 6 | 4 | 1 | 1 | 13 | 10 | +3 |  |
| 2   | Vasco da Gama    | 10  | 6 | 3 | 1 | 2 | 11 | 7  | +4 |  |
| 3   | Peñarol          | 8   | 6 | 2 | 2 | 2 | 11 | 11 | 0  |  |
| 4   | San Lorenzo      | 3   | 6 | 1 | 0 | 5 | 8  | 15 | −7 |  |

Finais
Jogo 1
| 06 de Dezembro de 2000 | Vasco da Gama                          | 2 – 0     | Palmeiras | São Januário - Rio de Janeiro                                      |
| 21:45 (UTC−3)          | Juninho Pernambucano 45' · Romário 77' | Relatório | Arce 80'  | Público: 25,000 pagantes Árbitro: Márcio Rezende de Freitas - FIFA |

| Vasco | Palmeiras |

| GOL                 | 1  | Helton               |  |                 |
| LD                  | 29 | Clébson              |  |                 |
| ZAG                 | 3  | Odvan                |  |                 |
| ZAG                 | 13 | Júnior Baiano        |  |                 |
| LE                  | 18 | Jorginho Paulista    |  |                 |
| VOL                 | 2  | Jorginho             |  | Substituído     |
| VOL                 | 7  | Paulo Miranda        |  |                 |
| MEI                 | 31 | Juninho Pernambucano |  | Substituído     |
| MEI                 | 16 | Pedrinho             |  |                 |
| ATA                 | 17 | Euller               |  | Substituído     |
| ATA                 | 11 | Romário              |  |                 |
| Substituições:      |    |                      |  |                 |
| VOL                 | 20 | Luisinho             |  | Entrou em campo |
| VOL                 | 5  | Nasa                 |  | Entrou em campo |
| ATA                 | 26 | Luiz Cláudio         |  | Entrou em campo |
| Técnico:            |    |                      |  |                 |
| Oswaldo de Oliveira |    |                      |  |                 |

| GOL            | 12 | Sérgio            |  |                 |
| LD             | 26 | Arce              |  |                 |
| ZAG            | 3  | Paulo Turra       |  |                 |
| ZAG            | 4  | Galeano           |  |                 |
| LE             | 19 | Tiago Silva       |  |                 |
| VOL            | 5  | Fernando          |  |                 |
| VOL            | 6  | Magrão            |  |                 |
| MEI            | 15 | Rodrigo Taddei    |  | Substituído     |
| MEI            | 20 | Flávio Luís       |  |                 |
| ATA            | 8  | Juninho           |  |                 |
| ATA            | 11 | Basílio           |  | Substituído     |
| Substituições: |    |                   |  |                 |
| MEI            | 21 | Juliano Vicentini |  | Entrou em campo |
| ATA            | 7  | Neném             |  | Entrou em campo |
| Técnico:       |    |                   |  |                 |
| Marco Aurélio  |    |                   |  |                 |

Jogo 2
| 12 de Dezembro de 2000 | Palmeiras | 1 – 0 | Vasco da Gama | Parque Antártica - São Paulo                                 |
| 21:45 (UTC−3)          | Neném 21' |       |               | Público: 18,396 pagantes Árbitro: Oscar Roberto Godói - FIFA |

| Palmeiras | Vasco |

| GOL            | 12 | Sérgio            |  |                               |
| ZAG            | 13 | Gilmar            |  |                               |
| ZAG            | 4  | Galeano           |  |                               |
| ZAG            | 19 | Tiago Silva       |  |                               |
| VOL            | 5  | Fernando          |  |                               |
| VOL            | 6  | Magrão            |  |                               |
| MEI            | 21 | Juliano Vicentini |  | Substituído                   |
| MEI            | 15 | Rodrigo Taddei    |  |                               |
| MEI            | 20 | Flávio Luís       |  | Substituído                   |
| ATA            | 8  | Juninho           |  |                               |
| ATA            | 7  | Neném             |  |                               |
| Substituições: |    |                   |  |                               |
| ZAG            | 3  | Paulo Turra       |  | Entrou em campo               |
| ATA            | 17 | Adriano           |  | Entrou em campo · Substituído |
| ATA            | 11 | Basílio           |  | Entrou em campo               |
| Técnico:       |    |                   |  |                               |
| Marco Aurélio  |    |                   |  |                               |

| GOL                 | 1  | Helton               |  |                 |
| LD                  | 29 | Clébson              |  |                 |
| ZAG                 | 3  | Odvan                |  |                 |
| ZAG                 | 13 | Júnior Baiano        |  |                 |
| LE                  | 18 | Jorginho Paulista    |  | Substituído     |
| VOL                 | 2  | Jorginho             |  |                 |
| VOL                 | 7  | Paulo Miranda        |  | Substituído     |
| MEI                 | 31 | Juninho Pernambucano |  |                 |
| MEI                 | 23 | Juninho Paulista     |  |                 |
| ATA                 | 17 | Euller               |  |                 |
| ATA                 | 11 | Romário              |  |                 |
| Substituições:      |    |                      |  |                 |
| ATA                 | 9  | Viola                |  | Entrou em campo |
| MEI                 | 16 | Pedrinho             |  | Entrou em campo |
| Técnico:            |    |                      |  |                 |
| Oswaldo de Oliveira |    |                      |  |                 |

## Detalhes da partida
Conforme o regulamento da competição, em caso de empate por pontos nas 2 primeiras partidas da final (dois empates ou uma vitória para cada lado), independentemente do resultado em saldo de gols no placar agregado, seria disputada uma terceira partida decisiva na casa da equipe de melhor campanha.
A partida marcou a estreia do treinador Joel Santana no comando do Vasco da Gama. Joel assumiu a equipe no lugar de Oswaldo de Oliveira, demitido em 16 de dezembro, mesmo finalista da Copa Mercosul e em meio às semifinais do Campeonato Brasileiro, após discussão com o então vice-presidente de futebol Eurico Miranda.
Jogo 3
| 20 de Dezembro de 2000 | Palmeiras                               | 3 – 4     | Vasco da Gama                                                                                      | Parque Antártica - São Paulo                                                            |
| 21:45 (UTC−3)          | Arce 36' (pen.) · Magrão 37' · Tuta 45' | Relatório | Romário 59' (pen.) · Romário 68' (pen.) · Júnior Baiano 77' · Juninho Paulista 86' · Romário 90+3' | Público: 29,993 pagantes Renda: Não divulgada Árbitro: Márcio Rezende de Freitas - FIFA |

| Palmeiras | Vasco |

| GOL            | 12 | Sérgio         |  |     |
| LD             | 26 | Arce           |  |     |
| ZAG            | 13 | Gilmar         |  |     |
| ZAG            | 4  | Galeano        |  |     |
| LE             | 19 | Tiago Silva    |  |     |
| VOL            | 5  | Fernando       |  |     |
| VOL            | 6  | Magrão         |  |     |
| MEI            | 15 | Rodrigo Taddei |  |     |
| MEI            | 20 | Flávio Luís    |  |     |
| ATA            | 8  | Juninho        |  |     |
| ATA            | 9  | Tuta           |  | 77' |
| Substituições: |    |                |  |     |
| ATA            | 11 | Basílio        |  | 77' |
| Técnico:       |    |                |  |     |
| Marco Aurélio  |    |                |  |     |

| GOL            | 1  | Helton               |  |     |
| LD             | 29 | Clébson              |  |     |
| ZAG            | 3  | Odvan                |  |     |
| ZAG            | 13 | Júnior Baiano        |  |     |
| LE             | 18 | Jorginho Paulista    |  |     |
| VOL            | 2  | Jorginho             |  | 76' |
| VOL            | 5  | Nasa                 |  | 46' |
| MEI            | 31 | Juninho Pernambucano |  |     |
| MEI            | 23 | Juninho Paulista     |  |     |
| ATA            | 17 | Euller               |  | 87' |
| ATA            | 11 | Romário              |  |     |
| Substituições: |    |                      |  |     |
| ATA            | 9  | Viola                |  | 46' |
| VOL            | 7  | Paulo Miranda        |  | 76' |
| ZAG            | 4  | Mauro Galvão         |  | 87' |
| Técnico:       |    |                      |  |     |
| Joel Santana   |    |                      |  |     |